# Jazz at Lincoln Center Orchestra
Le Jazz at Lincoln Center Orchestra (JLCO) est un orchestre de jazz professionnel fondé en 1988 et en résidence au Jazz at Lincoln Center de New York depuis 1991. Il est actuellement dirigé par le trompettiste Wynton Marsalis.
L'orchestre rassemble quinze des meilleurs musiciens d'ensemble d'aujourd'hui. Il se produit aussi bien dans les salles de concert les plus prestigieuses que dans des clubs de jazz, des parcs publics ou avec des orchestres symphoniques, des compagnies de ballet, des étudiants et des artistes invités. 
Jazz at Lincoln Center Orchestra aborde un très large répertoire, qui inclut des œuvres historiques rares comme des pièces de commande, ainsi que des compositions et arrangements de Duke Ellington, Count Basie, Fletcher Henderson, Thelonious Monk, Mary Lou Williams, Dizzy Gillespie, Benny Goodman, Charles Mingus et de nombreux autres.

## Composition en 2016

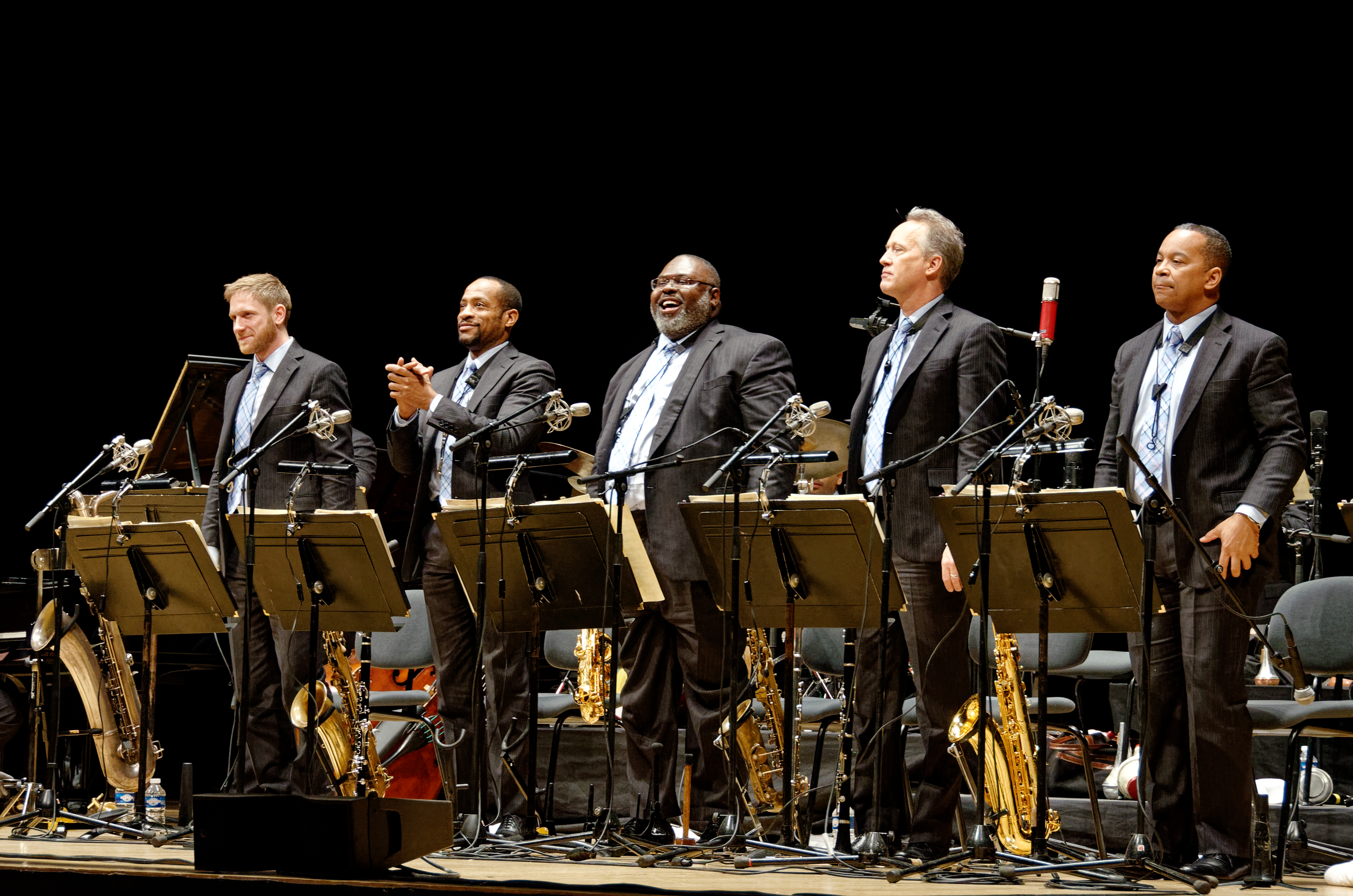
De gauche à droite : Paul Nedzela, Walter Blanding, Sherman Irby, Ted Nash, Victor Goines. JLCO en concert à l'auditorium Maurice Ravel (Lyon, février 2016).

- Wynton Marsalis : directeur musical, trompette
- Ryan Kisor (en) : trompette
- Kenny Rampton : trompette
- Marcus Printup (en) : trompette
- Vincent Gardner (en) : trombone
- Chris Crenshaw (en) : trombone
- Elliot Mason (en) :  trombone
- Sherman Irby (en) : saxophones soprano et alto, flûte, clarinette
- Ted Nash (en) : saxophones soprano et alto, flûte, clarinette
- Victor Goines (en) : saxophones soprano et ténor, clarinette, clarinette basse
- Walter Blanding (en) : saxophones soprano et ténor, clarinette
- Paul Nedzela (de) : saxophones soprano et baryton, clarinette basse
- Dan Nimmer (en) : piano
- Carlos Henriquez (en) : basse
- Ali Jackson (en) : batterie

## Discographie sélective
- Jump Start and Jazz (Columbia, 1997) (OCLC 37708935)

Wynton Marsalis and The Lincoln Center Jazz Orchestra
Enregistré à New York, 23 janvier 1993, et Los Angeles, 17 et 18 août 1995

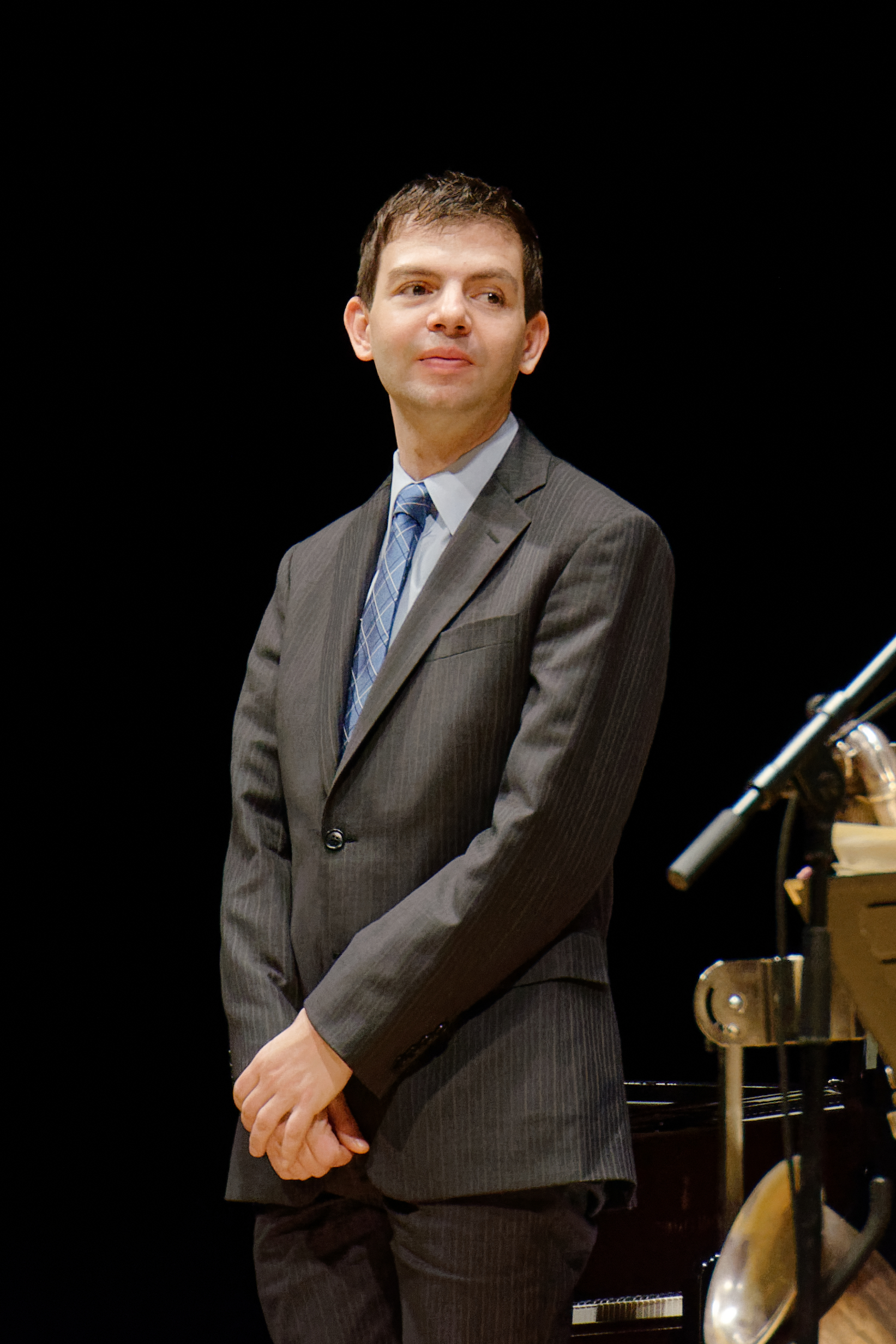
Le pianiste Dan Nimmer avec le JLCO (2016)

- Blood on the Fields (Columbia, 1997) (OCLC 37265855)

Wynton Marsalis and The Lincoln Center Jazz Orchestra
Enregistré au Grand Hall of the Masonic Lodge, 22-25 janvier 1995
- Sweet Release & Ghost Story: Two More Ballets (Sony Classical Records / Columbia, 1999) (OCLC 47969476)

Wynton Marsalis and The Lincoln Center Jazz Orchestra
Enregistré au Music Hall, Tarrytown, New York, 11 août 1996
- Big Train (Sony/Columbia, 1999) (OCLC 53304940)

Wynton Marsalis and The Lincoln Center Jazz Orchestra
Enregistré à New York, 20 décembre 1998
- Essentially Ellington 2000 - The LCJO Plays the Music of Duke Ellington (Warner Bros., 2000) (OCLC 51283882)

Enregistré au Boettcher Hall, Denver, CO, 26 mars 1999 et McCarter Theater, Princeton, NJ, 10 mai 1999
- The Rhythm Road - American Music Abroad

Lincoln Center Jazz Orchestra
Enregistré à The Hit Factory, New York, août 2000
- All Rise (Sony Classical, 2002) (OCLC 50762664)

Wynton Marsalis and The Lincoln Center Jazz Orchestra with the Los Angeles Philharmonic and Esa-Pekka Salonen
Los Angeles, 14 et 15 septembre 2001
- Jazz at Lincoln Center Orchestra

Enregistré à The Hit Factory, New York, mai 2004
- Don't Be Afraid: The Music of Charles Mingus

Enregistré du  26 au 28 août 2003
Sorti 18 octobre 2005Released  October 18, 2005
- Conga Square

Lincoln Center Jazz Orchestra
Live at Rose Theater, Frederick P. Rose Hall, New York, 3 et 7 mai 2006
- Portrait in Seven Shades (Jazz at Lincoln Center/The Orchard, 2010)

Ted Nash et le Jazz at Lincoln Center Orchestra
Enregistré à New York, 6 septembre 2007
- Vitoria Suite (Universal, 2010) (OCLC 659741065)

Lincoln Center Jazz Orchestra avec Wynton Marsalis
- Big Band Holidays (2015)